# トラーパニ・カルチョ
FCトラーパニ1905（Football Club Trapani 1905、通称トラーパニ（Trapani）は、イタリアのシチリア州トラーパニを本拠地とするサッカークラブである。2024-25シーズンはセリエCに所属している。

## 歴史
1905年に創立された、シチリアでも最古のクラブのひとつ。2度の世界大戦による活動休止を乗り越え、主にセリエC、セリエDレベルのリーグに在籍を続けた。
1993-94シーズンにセリエC2・ジローネCで優勝。翌1994-95シーズンはセリエC1・ジローネBで4位、プレイオフに進出したものの、セリエB昇格を逃した。しかし、その後は成績低迷や経営難もあり、一時は地域リーグのエッチェッレンツァ（6部相当）まで降格した。
2010-11シーズンにレガ・プロ・セコンダ・ディヴィジオーネ（旧セリエC2）に復帰すると、わずか1シーズンでプリマ・ディヴィジオーネに昇格。さらに2011-12シーズンもプリマ・ディヴィジオーネ・ジローネBで2位に入ったが、昇格プレイオフでヴィルトゥス・ランチャーノの前に敗退した。しかし、翌2012-13シーズンはジローネA優勝。クラブ史上初のセリエB昇格を決めた。

## タイトル

### 国内タイトル
- レガ・プロ・プリマ・ディヴィジオーネ：1回
  - 2012-13

- セリエC2：1回
  - 1993-94

- セリエD：2回
  - 1971-72, 1984-85

### 国際タイトル
なし

## 過去の成績
- 2002-03 セリエD・ジローネI 7位
- 2003-04 セリエD・ジローネI 12位
- 2004-05 セリエD・ジローネI 11位
- 2005-06 セリエD・ジローネI 15位 エッチェッレンツァ降格
- 2006-07 エッチェッレンツァ・シチリア・ジローネA 12位
- 2007-08 エッチェッレンツァ・シチリア・ジローネA 2位 セリエD昇格
- 2008-09 セリエD・ジローネI 13位
- 2009-10 セリエD・ジローネI 2位 レガ・プロ昇格
- 2010-11 レガ・プロ・セコンダ・ディヴィジオーネ・ジローネC 2位 レガ・プロ・プリマ・ディヴィジオーネ昇格
- 2011-12 レガ・プロ・プリマ・ディヴィジオーネ・ジローネB 2位
- 2012-13 レガ・プロ・プリマ・ディヴィジオーネ・ジローネA 1位 セリエB昇格
- 2013-14 セリエB 14位
- 2014-15 セリエB 11位
- 2015-16 セリエB 3位
- 2016-17 セリエB 19位 セリエC降格
- 2017-18 セリエC・ジローネC 3位
- 2018-19 セリエC・ジローネC 2位 セリエB昇格
- 2019-20 セリエB 18位 セリエC降格
- 2020-21 セリエC・ジローネC 位

## 歴代監督
- ロベルト・ボスカッリャ (2009-2015)
- セルセ・コズミ (2015-2016)
- ヴィンチェンツォ・イタリアーノ (2018-2019)
- フランチェスコ・バルディーニ (2019-2021)

## 歴代所属選手

### DF
- マルコ・マテラッツィ 1994-1995
- クリスティアン・テルリッツィ 2013-2015
- マッティア・カルダラ 2014-2015

### MF
- アントニーノ・バリッラ 2014-2017

### FW
- ミラン・ジュリッチ 2013-2014